# 18617 Пунтель
18617 Пунтель (18617 Puntel) — астероїд головного поясу, відкритий 24 лютого 1998 року.
Тіссеранів параметр щодо Юпітера — 3,709.